# La Planée
La Planée is een gemeente in het Franse departement Doubs (regio Bourgogne-Franche-Comté) en telt 200 inwoners (1999). De plaats maakt deel uit van het arrondissement Pontarlier.

## Geografie
De oppervlakte van La Planée bedraagt 12,8 km², de bevolkingsdichtheid is 15,6 inwoners per km².
De onderstaande kaart toont de ligging van La Planée met de belangrijkste infrastructuur en aangrenzende gemeenten.

## Demografie
Onderstaande figuur toont het verloop van het inwonertal (bron: INSEE-tellingen).